# Libro electrónico

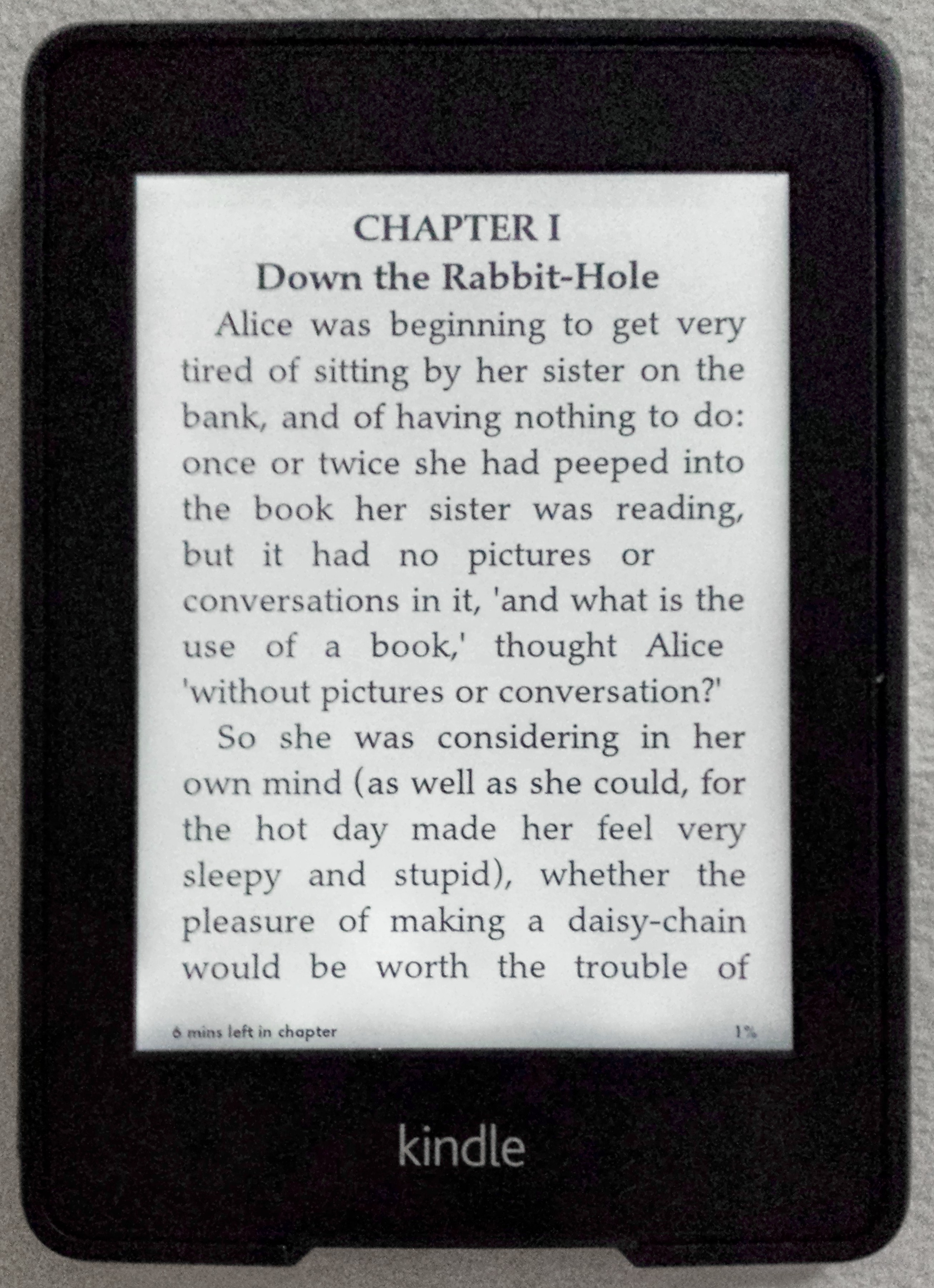
Lector de libros electrónicos Kindle Paperwhite de Amazon.

Un libro electrónico, libro digital o ciberlibro, conocido en inglés como e-book o eBook, es la publicación electrónica o digital de un libro. Es importante diferenciar el libro electrónico o digital de uno de los dispositivos más popularizados para su lectura: el lector de libros electrónicos, o e-reader, en su versión inglesa.
Aunque a veces se define como «una versión electrónica de un libro impreso», algunos libros electrónicos existen sin un equivalente impreso. Los libros electrónicos se pueden leer en dispositivos dedicados de lectura electrónica, pero también en cualquier dispositivo de computadora que tenga una pantalla de visualización controlable, incluyendo computadoras de escritorio, ordenadores portátiles, lector de libros electrónicos y teléfonos inteligentes.

## Generalidades
Algunos autores proponen que se debe hacer una distinción entre los libros electrónicos y el hipertexto. El hipertexto está destinado a la estructuración de la información a través de enlaces, mientras que un libro electrónico se ha definido como la versión digital de un libro. Aunque esta definición solía referirse a libros editados inicialmente en papel, cada vez es mayor el número de libros electrónicos que no tienen una edición impresa en origen. Un ejemplo de hipertexto sería Wikisource y uno de libro electrónico, cualquier libro en formato digital que pueda encontrarse en Internet o en cualquier dispositivo de almacenamiento de datos.
Podemos encontrar los libros de texto fluido y de maquetación fija.
Los libros de texto fluido son aquellos que nos permiten modificar la apariencia del texto por medio del lector que usemos, podemos cambiar su tamaño, color, interlineado y márgenes. En cambio en los de maquetación fija, vemos los contenidos fijos de alguna manera, sin hablar de las características interactivas que este pudiera contener, vemos un diseño que no podemos alterar.
El libro electrónico es un recurso informativo de reciente inserción en el universo de la ciencia, la tecnología, la educación y la cultura.
Hasta el momento los e-Books representan el último paso cumplido por las editoriales en tema de edición digital: un tipo de ordenador personal con una pantalla táctil de alta definición y un sistema de menús con uso de comandos básicos.

## Historia
Existen muchos dispositivos que pueden ser utilizados como lector de libros electrónicos: PC, PDA, portátil, y en general cualquier dispositivo que posea pantalla y memoria.
Sin embargo, a finales de la primera década del siglo XXI comenzaron a aparecer dispositivos cuya función era servir exclusivamente para la lectura de libros electrónicos. Estos dispositivos se caracterizan por un diseño que permite emular la versatilidad del libro de papel tradicional. Así, se buscó movilidad y autonomía (dispositivos móviles con bajo consumo de energía para permitir lecturas prolongadas sin necesidad de recargas), pantallas con dimensiones suficientes para mostrar documentos tradicionales (un A4 o un A5) y alto nivel de contraste incluso a plena luz del día.
En este contexto aparece la tinta electrónica, que tiene un "efecto papel" (debido a la ausencia de iluminación propia y alto contraste obtenido) y su bajo consumo (pues esta tecnología no necesita alimentación más que en los cambios de pantalla).
Ejemplos de estos dispositivos son el iLiad (fabricado por iRex y primer dispositivo comercializado en España desde 2006), el Reader (PRS-500 y PRS-505) de Sony, el HanLin V3 (comercializado en España por Grammata bajo el nombre de Papyre), el STAReBOOK STK-101, el BookeenCybook, el Amazon Kindle que es un producto de Amazon.com y el 2010 iPad, un producto de Apple que además de ofrecer una librería en línea como Amazon, también permite diversificar la presentación de libros electrónicos con capacidades multimedia.
En los últimos años se ha empezado a incorporar a los acervos de las bibliotecas, en particular en aquellas que se encuentran insertas en instituciones académicas. A pesar del relativamente poco tiempo que tiene el libro electrónico en los acervos de las bibliotecas digitales, su incorporación está generando una revolución en la transmisión del conocimiento y en la difusión de la cultura.
Entre las potencialidades que ofrece el libro electrónico, se pueden mencionar las siguientes: enorme capacidad de almacenamiento de información como la posibilidad de transportarla en grandes volúmenes.
Se instaura el 4 de julio como el Día internacional del libro y la lectura digital, ya que en esa fecha Michael Hart lanzó el proyecto Gutenberg destinado a fomentar la lectura en formato electrónico.

### Acontecimientos de importancia

Michael Hart (izquierda) y Gregory Newby (derecha) responsables del Project Gutenberg, 2006

- 1949: Ángela Ruiz Robles  Desarrolla la primera propuesta de enciclopedia mecánica: "Procedimiento mecánico, eléctrico y a presión de aire para lectura de libros", precursora del libro electrónico. Patentada con fecha 7 de diciembre de 1949, según la patente núm. 190.698. En 1962 se realiza un prototipo de la enciclopedia mecánica, construido en el Parque de Artillería de Ferrol (La Coruña), siendo ella misma quien dirigió los trabajos. Desde el 2006, la Enciclopedia formó parte de la Exposición del Museo Pedagógico de Galicia (MUPEGA)4 en Santiago de Compostela (La Coruña) hasta el 4 de mayo de 2012, que pasó a la Exposición permanente del Museo Nacional de Ciencia y Tecnología de La Coruña.
- 1949-1970: Roberto Busa crea el que probablemente es el primer libro electrónico, el Index Thomisticus, un índice electrónico con numerosas anotaciones acerca de la obra de Tomás de Aquino, compilado por Roberto Busa, entre 1949 y la década de 1970.[3]
- 1971: Michael Hart es considerado por muchos el auténtico inventor del libro electrónico.[4] Michael Hart lidera el proyecto Gutenberg que busca digitalizar libros y ofrecerlos gratis.[5]
- 1992-1993: Francos Crugnola e Isabella Rigamonti planean y realizan, por su tesina de licenciatura a la Politécnica de Milán, el primer libro electrónico (soporte electrónico por la sola lectura de textos) y lo llaman INCIPIT.
- 1993: Zahur Klemath Zapata registra el primer programa de libros digitales, Digital Book, y se publica el primer libro digital: Del asesinato, considerado como una de las bellas artes, de Thomas de Quincey.
- 1993: Digital Book lanza a la venta los primeros 50 libros digitales en disquete en Colombia en Formato Digital Book (DBF).
- 1993: aparece Bibliobytes, un proyecto de libros digitales gratuitos en Internet.
- 1995: Amazon comienza a vender libros a través de Internet.
- 1996: el proyecto Gutenberg alcanza los 1000 libros digitalizados. La meta es un millón.
- 1998: son lanzados dos lectores de libros electrónicos: Rocket ebook y Softbook.
- 1999: A fecha 1 de octubre de 1999, La Oficina Española de Patentes y Marcas concede la patente del "Libro Electrónico'" a Julio H. M,[6] nacido en Murcia. El nombre inicial que se le dio en su momento a dicho invento registrado como Modelo de Utilidad fue el de "LITER" (abreviatura de Literatura). La idea original era que el modelo electrónico portátil fuera lo más parecido en todos los conceptos tanto estéticos como prácticos al libro convencional de papel. El Libro Electrónico idéntico al de la invención fue fabricado y presentado en Madrid en la feria de 2009 IFEMA por Panasonic.[cita requerida]
- 2000: Stephen King lanza su novela Riding Bullet en formato digital en inglés y Corín Tellado su novela Milagro en el camino en español. Sólo pueden ser leídas en ordenadores.[7]
- 2001: Grupo Planeta y Microsoft lanzan Veintinueve.com, la primera tienda de libros electrónicos en español, en el nuevo formato de la compañía de Seattle .LIT (Microsoft Reader). También en el mismo formato el Grup Enciclopèdia Catalana empieza a distribuir y vender seis títulos de su fondo en catalán a través de la librería virtual Llibres.com.
- 2002: las editoriales Random House y HarperCollins comienzan a vender versiones electrónicas de sus títulos en Internet.
- 2005: Amazon compra Mobipocket en su estrategia sobre el libro electrónico.
- 2006: Sony lanza su lector Sony Reader que cuenta con la tecnología de la tinta electrónica.
- 2007: Zahurk Technologies, Corp. dueña de la tecnología digital Book lanza la primera biblioteca de libros digitales para su lectura en Internet, ‘BibliotecaKlemath.com’, al igual que loslibrosditales.com y digitalbook.us.
- 2007: Amazon lanza Amazon Kindle.
- 2007: Grammata lanza al mercado español el Papyre.
- 2008: Adobe y Sony hacen compatibles sus tecnologías de libros electrónicos (lector y DRM).
- 2008: Sony lanza su PRS-505 en Reino Unido y Francia.
- 2009: Neotake lanza su buscador de libros electrónicos.
- 2009: Se lanza booq, el primer libro electrónico español.
- 2009: Wolder lanza el Boox, el primer lector de libros electrónicos con Wi-Fi y pantalla táctil.
- 2010: booq pasa a denominarse bq readers y comercializa sus primeros e-reader con Wi-Fi.
- Enero de 2010: Apple lanza el iPad y comienza a vender libros electrónicos para su producto.[8]
- 13 de julio de 2010: Velocity Micro anuncia una familia de libros electrónicos basadas en Android.
- 29 de julio de 2010: Amazon.com desata la guerra de precios al lanzar su Kindle 3 por 139 dólares USA.
- Octubre de 2010: Barnes & Noble lanza el NookColor, el primer lector de libros electrónicos en color con sistema operativo Android.
- 2011: bq readers diseña y fabrica los primeros e-readers de las empresas Telefónica (Movistar ebook bq), Fnac (Fnacbook) y Casa del Libro (Tagus).
- Septiembre de 2012: Amazon.com lanza el lector Amazon Kindle de quinta generación y el lector Amazon Kindle Paperwhite7.
- 2013: Google comienza a distribuir libros a través de su tienda de aplicaciones para posteriormente lanzar la tienda Google Play Books.
- Septiembre de 2013: Nubico desarrolla el modelo de suscripción de libros electrónicos en España.
- 2013: Kobo llega a España en las Librerías La Central.

## Ventajas y desventajas de los lectores electrónicos

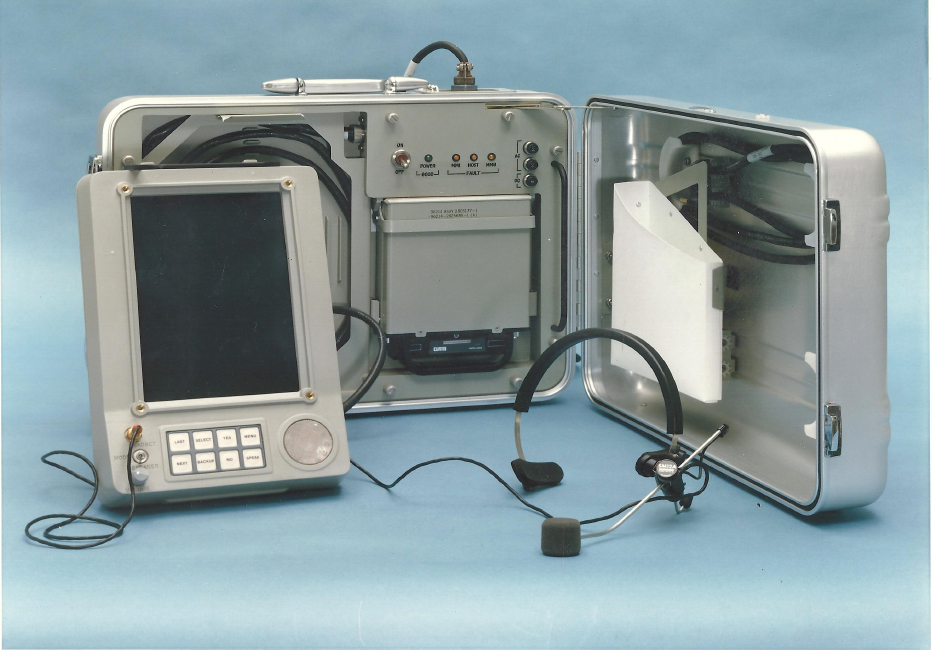
El primer libro electrónico portátil, el "Personal Electronic Aid to Maintenance" del Departamento de Defensa de los Estados Unidos.

El libro electrónico posee tanto ventajas como desventajas. No obstante, es necesario distinguir entre el lector (un aparato electrónico con una memoria capaz de almacenar cientos de libros electrónicos) y el libro electrónico en sí, que no es más que un archivo de computadora en un formato específico PDF, MOBI, EPUB, etc.
Entre las ventajas derivadas del uso de los lectores electrónicos se pueden citar varias:
- Con ellos se puede leer casi cualquier documento en cualquier lugar.
- Al utilizar la tecnología de tinta electrónica no tiene retroiluminación, como es el caso de otros dispositivos de mano (tabletas, computadoras o teléfonos móviles). La experiencia es pues similar a leer un libro en papel: sin cansancio alguno para la vista, lo que permite por tanto prolongar la lectura durante horas.
- La accesibilidad es otro de los puntos fuertes del libro electrónico. Los lectores más avanzados del mercado ofrecen conexión a Internet, con lo que pueden conectarse con los principales portales de venta de libros electrónicos, así como descargarse las ediciones electrónicas de diarios o revistas convencionales.
- Los lectores que emplean la tecnología de tinta electrónica consumen muy poca batería debido a carecer de retroiluminación: el mayor consumo se produce con el paso de las páginas, por lo que la duración de la misma es muy alta.

En cuanto a sus inconvenientes, el mayor de ellos ha sido su elevado precio hasta la aparición del Amazon Kindle 3 de Amazon.com (en julio de 2010), el primero en ofrecerlo con un costo inferior a 200 dólares —139 más precisamente—. A partir de ese momento se inicia una carrera por ofrecer dispositivos más baratos y con un conjunto de servicios asociados tales como librerías en línea (como las de la propia Amazon.com o Barnes & Noble) o la posibilidad de préstamo entre usuarios con el mismo dispositivo.
A causa de estas ventajas y desventajas se ha generado un debate público impulsado por la visión que los medios de comunicación dan del libro electrónico. En este debate caben tanto argumentos a favor del libro digital como argumentos a favor del libro de papel:
A favor del libro electrónico
- Menor gasto de papel y tinta.
- La reducción del consumo de papel hará que disminuya la presión a la que están sometidos los bosques.
- Mayor comodidad en la portabilidad.
- Ante la preocupación por el cansancio que pudieran provocar los libros electrónicos en la vista, se trata de una tecnología diferente: la pantalla del libro electrónico está pensada para que no canse la vista, debido a lo cual, los modelos que hasta ahora han salido a la venta son todos en blanco y negro. Esta tecnología también permite una duración de batería que puede llegar a durar hasta dos y tres semanas.
- Los libros digitales presentan particularidades propias de la convergencia de medios, especificidades que ubican la experiencia del e-lector (e-reader) mientras se disfruta del video, el sonido, la animación y el juego interactivo, al ritmo del paso de las páginas y lectura en tinta electrónica. (Galvis & Zapata, 2013)
- “Otro beneficio muy valorado, sobre todo por las personas mayores. La opción de agrandar la tipografía para verla mejor puede ser la diferencia entre leer y no leer un libro” (Vázquez, 2019).
- Posibilidad de hacer anotaciones y comentarios al margen.

En contra del libro electrónico
- Si la madera para hacer papel procede de bosques y plantaciones bien gestionados, se trata de un recurso renovable, productor de carbono y reciclable.
- La extracción de los materiales necesarios para fabricar los componentes de los lectores aumentará la presión sobre los ecosistemas.
- La nueva herramienta electrónica en un corto espacio de tiempo se convertirá en un desecho electrónico que terminará en un vertedero o incinerado, lo que produce emisiones dañinas para el medio ambiente.[11]
- Pérdida de control comercial de la obra.
- Facilidad de copia, tanto legal como no autorizada de los documentos.

Además existen ciertos aspectos que un libro electrónico no te puede ofrecer, como son:
- “El papel proporciona marcadores espacio-temporales que sirven como referencias para la memoria” (Openbook, 2017).
- “El libro de papel, por su parte, conserva la magia de la experiencia sensorial, entre ellas las texturas, los olores e incluso los recuerdos asociados a la lectura del material impreso” (Omnia, 2018).

Este debate, que ya ha pasado a ser un "clásico" dentro del panorama cultural, ha sido fomentado desde el principio por los distintos medios de información. En la prensa hay muchos ejemplos de noticias o titulares que implican una consideración determinada por parte del lector con respecto a los libros digitales:
1. Consenso o cohesión: "El lento despertar digital de las editoriales españolas”.[13]
2. Provocación o conflicto (movilización social: “Libros digitales causarían baja creativa: Vargas Llosa”.[14]
3. Otorgar estatus o reconocimiento: “El libro digital avanza en Estados Unidos”.[15]
4. Alerta o aviso de problema a solucionar: "Se dispara la venta de libros digitales mientras alertan de una nueva 'brecha digital'"[16]
5. Debate participativo para la toma de decisiones: “¿Es justo pagar un impuesto por prestar libros?”.[17]

## Formatos de archivos de libros electrónicos
Entre los formatos empleados en los libros electrónicos se encuentran los siguientes (en orden alfabético):

### Genéricos
DjVuDjVu es un formato libre que se especializa en particular destaca en el almacenamiento de imágenes escaneadas. Incluye compresores avanzado optimizado para imágenes de color y documentos de texto. Los archivos individuales pueden contener una o más páginas. La ventaja de DjVu es que es posible tener una alta resolución de escaneo (300-400 ppp), suficiente tanto para la lectura en pantalla y la impresión, y almacenarla de manera muy eficiente.
docFormato de Microsoft Word.
ePubEs un formato libre desarrollado por el IDPF (International Digital Publishing Forum). Se trata de un XML basado en tres estándares de código abierto (open source), como son Open Publication Structure (OPS), Open Packaging Format (OPF) y Open Container Format (OCF).
Hablar de un formato XML de código abierto significa que cumple unos estándares, que no está sujeto a disposiciones arbitrarias de ninguna empresa, y, por ello se esperaría que no tuviera ningún problema de perdurar. De este modo, los libros adquiridos en este formato pueden funcionar indistintamente en diferentes lectores, a diferencia de los libros bloqueados con DRM como por ejemplo los que ofrece Amazon en formato Kindle. Es una actualización del antiguo formato llamado Open eBook (.opf)
HTMLFormato propio de la World Wide Web. Multitud de libros con los derechos de autor expirados han sido publicados en Internet en este formato.
litMicrosoft Reader (.lit), es uno de los formatos más antiguos, creado en el año 2000 se lee con Microsoft Reader, una aplicación gratuita de la empresa de Seattle y estaba pensado originalmente para su uso en PDAs. La empresa dejó de dar soporte técnico de dicho formato en 2011.
mobiMobipocket es el formato nativo del eReader Kindle, lo cual no es de extrañar si tenemos en cuenta que Amazon compró la empresa Mobipocket antes de lanzar el Kindle. En los libros electrónicos desprotegidos no hay diferencia entre los mobipockets que son para el Kindle y los que no, y por eso la publicidad del Kindle señala que soporta mobipockets desprotegidos. En los elibros protegidos, sin embargo, hay un flag que está activado para los que son para el Kindle, y desactivado para el resto.
OEBEs un formato libre. Open eBook es un formato estándar. Viene patrocinado por el consorcio NIST (Instituto Nacional para Estándares y Tecnología de los Estados Unidos). En dicho consorcio se agrupan los principales proveedores de contenidos así como las principales empresas de dispositivos y desarrolladores de programas y software para generar y distribuir libros electrónicos. El OEB no es más que un lenguaje de marcado perteneciente a la familia XML.
oPFPaquetes de libros digitales de código abierto OEB. Es un archivo ZIP más un archivo de manifiesto. Dentro del paquete se define un subconjunto de XHTML. La extensión de archivo por defecto es.OPF
PDFAdobe Portable Document. Entre sus ventajas se puede citar su portabilidad y su estandarización ISO. Es el formato más utilizado debido a su fácil uso en el enorme parque instalado de computadoras de escritorio y portátiles. Entre sus desventajas se puede citar que no es repaginable como por ejemplo, Mobipocket o el estándar EPUB.
prcEl Mobipocket es un formato de libro basado en el estándar Open eBook usando XHTML puede incluir JavaScript y marcos. También apoya nativos consultas SQL para ser utilizada con bases de datos integrados.
RTFFormato de texto enriquecido.

### Nativos
aehEl AEH es un formato basado en XML formato propietario desarrollado por los franceses de difusión de la empresa Arghos. Archivos de AEH utilizan un DRM de propiedad y el método de cifrado y se pueden leer sólo en el reproductor de Arghos.
azwLa extensión «.azw» comprende dos formatos: el KF7 y el KF8, una evolución de este último. Es el formato usado para dar soporte a los lectores de libros electrónicos comercializados por Amazon. El KF7 está basado en Mobipocket, con una pequeña diferencia en el esquema del número de serie (utiliza un asterisco en lugar de un signo de dólar) pero difiere en el sistema de DRM. La extensión en el nombre de fichero para los libros electrónicos protegidos del Kindle es.azw en lugar de las tradicionales.prc o.mobi de los mobipockets.
BBeBEl Broad Band eBook es un formato de SONY usado para su libros electrónicos incluidos los PRS-600 y 300. Se trata de un formato propietario, sin software de lectura conocido por dispositivos que no son de Sony. Tal y como anunciaron hace meses, este formato morirá para pasar todo su catálogo al formato abierto ePUB. El nuevo lector T1 ya no soporta este formato.
CBR / CBZEl nombre significa Comic Book Reader, pero el uso es para cualquier libro, cuando el contenido contiene básicamente imágenes. Es un contenedor comprimido para las imágenes. La R significa que es RAR, mientras que Z quiere decir que es zip comprimido.
CHMMicrosoft HTML Help comprimido. El formato CHM es un formato propietario basado en HTML. Varias páginas y gráficos incrustados se distribuye junto con los metadatos de propiedad como un solo archivo comprimido.
DTBDAISY es un XML basado en formato de libro electrónico crea do por el consorcio DAISY internacional de las bibliotecas para las personas con discapacidad de impresión. Las implementaciones de DAISY se han centrado en dos tipos: los libros electrónicos de audio y los de texto.
FB2FictionBook es un formato XML para el almacenamiento de libros donde cada elemento del libro es descrito por etiquetas. El objetivo principal para el almacenamiento de libros en el formato FictionBook es su precisión de mantenimiento de la estructura del libro acompañado de la prestación de esfuerzo de conversión (incluyendo automático) de los archivos FictionBook a otros formatos populares: TXT, DOC, RTF, HTML, etc. Además de que, muchas aplicaciones de lectura y lectores electrónicos, como el Papyre, permiten leer el formato FictionBook sin convertir.
lrfEs la extensión habitual del formato BBeB (Broad Band eBook). La extensión de archivo LRX representa un libro electrónico cifrado DRM.
pdbPalm Data Bases (bases de datos de Palm OS). Formato de Palm Digital Media, con un buen soporte por parte de teléfonos inteligentes y PDAs, ya que hay versiones del software de lectura para iPhone, PalmOS, Symbian, BlackBerry, Windows Mobile.
pmlPalm Markup Language. Es un formato específico para Palm Reader.
rbFormato nativo de RocketBook.
TCRFormato nativo de PSion. Libro electrónico para EPOC.
TR2 - TR3TomeRaider es un formato propietario. Hay versiones de TomeRaider para Windows, Windows Mobile (también conocido como Pocket PC), Palm, Symbian, iPhone y más. Es un formato en desuso.
WOLFEl formato Wolf usa generalmente la extensión. Wol. Puede soportar DRM. Jinke tiene soporte nativo para el formato de Wolf en la totalidad de sus lectores. También tiene una versión lite y una versión de navegador para plataformas Windows.

## Los formatos más utilizados
De todos los formatos de archivo, los más utilizados y, en consecuencia, los más difundidos son:
PDFEl formato de documento portátil (PDF, Portable Document Format), de Adobe, se usa para cualquier documento digital y también en los libros electrónicos.
ePUBBasado en el estándar libre promovido por el International Digital Publishing Forum (IDPF) y actualizado a partir del antiguo formato Open eBook (.opf), ha sido adoptado por empresas como Google y Apple, aunque es incompatible con Kindle.
MOBIFue creado inicialmente para el lector Mobipocket Reader (.mobi) y fue adquirido por Amazon como base para desarrollar el formato AZW de los lectores electrónicos Kindle.
txtEl formato más sencillo de texto plano que no admite estilos de texto ni imágenes.
HTMLEl conocido lenguaje de marcado para la construcción  de páginas web sirve también para la visualización de libros digitales.

## Seguridad en el libro electrónico
Para paliar el miedo del mundo editorial frente a la posible pérdida de derechos sobre el contenido de sus obras, Adobe ha creado un complejo sistema de seguridad encuadrado dentro de los sistemas de gestión de derechos digitales (DRM). La seguridad de este sistema, además de proporcionar ingresos extra a Adobe, alienta a editoriales como Pearson o Dykinson la edición de títulos técnicos. Sin embargo otras editoriales como O'Reilly ofrecen sus libros sin DRM, respetando los deseos y derechos de sus lectores.
Los sistemas DRM incluyen restricciones a la libertad de leer los libros en dispositivos distintos de los que se especificaron o incluso limitaciones por fecha e incluso pueden llevar al borrado de libros ya comprados, como en el caso de Amazon con la novela 1984 de George Orwell, que incluso dio lugar a demandas.

## Similares
- En el caso de ser historietas o similares los digitalizados, éstos se denominan e-comics.
- Si los libros están en formato de audio, se les llama audiolibros.
- Si el libro se muestra paginado en un navegador web, se denomina libro virtual.

## Libro electrónico e ISBN
La Agencia Internacional del International Standard Book Number (ISBN) a través del Manual de Usuario del ISBN en su actualización del 5 de febrero de 2002, reconoce los libros electrónicos como sujetos de código ISBN en el acápite 6 (página 15).